# Dezvoltator de jocuri video
Un dezvoltator de jocuri video este un dezvoltator de software (o întreprindere sau un individ) care creează jocuri video. Un dezvoltator poate să fie specializat într-o singură consolă de jocuri, cum ar fi Microsoft Xbox One/X, Nintendo Wii, sau Sony PlayStation 4 poate să dezvolte pentru diverse sisteme, precum computerele.
Anumiți dezvoltatori pot să fie specializați în anumite tipuri de jocuri video, ca de exemplu jocurile de rol sau de tir subiectiv, pe când alții se ocupă cu portabilitatea jocurilor de la un sistem la altul. Unii dezvoltatori se ocupă cu traducerea jocurilor în alte limbi, mai ales din japoneză în engleză. O minoritate se ocupă cu dezvoltarea unui joc în alte domenii.
Majoritatea editurilor de jocuri video, cum ar fi Electronic Arts, Activision și Sony, au studiouri de dezvoltare dar aceste companii sunt numite "editori" în loc de "dezvoltatori", dat fiind că editura jocurilor video este sursa lor principală de venit. 
Există și dezvoltatori ''indie'' (din englezescul independent), care sunt o persoană sau un grup mic de persoane care creează jocuri fără sprijinul financial al marilor companii. 
Pe lângă editori, există peste 1000 de companii dezvoltatoare de jocuri video. Multe sunt compuse din una sau două persoane care creează jocuri Flash pentru Internet, sau pentru celulare. Altele sunt companii mari cu diverse centre, cu sute de angajați. În general, companiile dezvoltatoare sunt private; foarte puține au fost companii publice.